# Josef Jelínek
Josef Jelínek (Prága, 1941. január 9. – 2024. november 29.) világbajnoki ezüstérmes csehszlovák válogatott cseh labdarúgó.
A csehszlovák válogatott tagjaként részt vett az 1962-es világbajnokságon.

## Sikerei, díjai
Dukla Praha
- Csehszlovák bajnok (5): 1960–61, 1961–62, 1962–63, 1963–64, 1965–66
- Csehszlovák kupa (3): 1961, 1965, 1966

Csehszlovákia
- Világbajnoki döntős (1): 1962